# Адміністративний устрій Устинівського району
Адміністративний устрій Устинівського району — адміністративно-територіальний поділ Устинівського району Кіровоградської області на 1 селищну раду та 14 сільських рад, які об'єднують 36 населених пунктів та підпорядковані Устинівській районній раді. Адміністративний центр — смт Устинівка.

## Список радУстинівського району
| №  | Назва                               | Центр                 | Населені пункти                                                        | Площа км² | Місце за площею | Населення (2001), чол. | Місце за населенням |
| -- | ----------------------------------- | --------------------- | ---------------------------------------------------------------------- | --------- | --------------- | ---------------------- | ------------------- |
| 1  | Устинівська селищна рада            | смт Устинівка         | смт Устинівка                                                          |           |                 |                        |                     |
| 2  | Березівська сільська рада           | с. Березівка          | с. Березівка                                                           |           |                 |                        |                     |
| 3  | Брусівська сільська рада            | с. Брусівка           | с. Брусівка                                                            |           |                 |                        |                     |
| 4  | Ганно-Леонтовичівська сільська рада | с. Ганно-Леонтовичеве | с. Ганно-Леонтовичеве с. Мала Ганнівка с. Новочигиринка                |           |                 |                        |                     |
| 5  | Ганно-Требинівська сільська рада    | с. Ганно-Требинівка   | с. Ганно-Требинівка с. Костянтинівка                                   |           |                 |                        |                     |
| 6  | Димитровська сільська рада          | с. Новоігорівка       | с. Новоігорівка с. Мар'янівка с. Тирлова Балка с. Третій Інтернаціонал |           |                 |                        |                     |
| 7  | Докучаєвська сільська рада          | с. Докучаєве          | с. Докучаєве с. Мальчевське с. Медове                                  |           |                 |                        |                     |
| 8  | Жовтнева сільська рада              | с. Лебедине           | с. Лебедине с. Новокиївка                                              |           |                 |                        |                     |
| 9  | Інгульська сільська рада            | с. Інгульське         | с. Інгульське с. Завтурове с. Любовичка с. Медвежа Балка               |           |                 |                        |                     |
| 10 | Криничненська сільська рада         | с. Криничне           | с. Криничне с. Нариманівка с. Новоустинівка с. Садки                   |           |                 |                        |                     |
| 11 | Криничуватська сільська рада        | с. Криничуватка       | с. Криничуватка с. Березуватка                                         |           |                 |                        |                     |
| 12 | Олександрівська сільська рада       | с. Олександрівка      | с. Олександрівка с. Козлівське                                         |           |                 |                        |                     |
| 13 | Седнівська сільська рада            | с. Седнівка           | с. Седнівка с. Переможне с. Селіванове                                 |           |                 |                        |                     |
| 14 | Сонцівська сільська рада            | с. Сонцеве            | с. Сонцеве                                                             |           |                 |                        |                     |
| 15 | Степанівська сільська рада          | с. Степанівка         | с. Степанівка с. Степове с. Орлова Балка                               |           |                 |                        |                     |